# Władimir Danicz
Władimir Konstantinowicz Danicz (ros. Владимир Константинович Данич, ur. 7 maja 1882 w Pargołowie, zm. 18 marca 1970 w Oakland) – szablista reprezentujący Rosję, uczestnik igrzysk w Sztokholmie w 1912 roku, gdzie wystartował w indywidualnym i drużynowym turnieju szablistów.